# Rita Colwell
Rita Rossi Colwell (Beverly, 23 de novembro de 1934) é uma microbiologista ambiental e administradora científica. 
Cowell trabalha com bacteriologia, genética, oceanografia e estudos sobre doenças infecciosas. Colwell é a fundadora catedrática de CosmosID, uma empresa de bioinformática. De 1998 a 2004, ela foi diretora da Fundação Nacional da Ciência. Em 2006 recebeu a Medalha Nacional de Ciências.
Recebeu a Medalha Helmholtz de 2018.